# Olympia Fulvia Morata

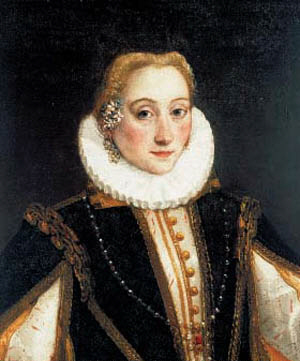
Olympia Fulvia Morata

Olympia Fulvia Morata (* 1526 in Ferrara; † 26. Oktober 1555 in Heidelberg) war eine italienische Dichterin und humanistische Gelehrte. In ihren frühen Jahren lebte sie lange am Hof der Este und unterrichtete an der Universität Ferrara. Gemeinsam mit ihrem Ehemann Andreas Grundler musste sie wegen ihres protestantischen Glaubens Italien verlassen und zog erst in Grundlers Heimatstadt Schweinfurt, dann nach Heidelberg. Dort gab sie mehreren humanistischen Wissenschaftlern Unterricht im Altgriechischen, starb aber bereits kurz nach ihrer Ankunft. Ihre „Leistungen führten die Tradition der italienischen Humanistinnen auf die andere Seite der Alpen, wo es bisher wenige solcher Frauen gab“.

## Frühe Jahre am Hof von Este und im Exil
Olympia Fulvia Morata war das erste von vier Kindern des Pellegrino Moretto (Peregrinus Fulvius Moratus, 1483–1549) und der Lucrezia Gozi. Der gebildete und weltoffene Vater brachte ihr die alten Sprachen bei und unterrichtete auch die Söhne des Herzogs Alfonso I. d’Este am Hofe von Ferrara. Wegen seiner calvinistischen Neigungen entzweite Pellegrino sich mit Alfonso, weshalb die Familie von 1532 bis 1539 im Exil in Vicenza und Venedig leben musste. Nach der Rückkehr der Familie an den Hof der d’Este übertrug die Gattin des Herzogs Ercole II., Renata von Frankreich, die Ausbildung ihrer ältesten Tochter Anna dem Schweinfurter Humanisten Johannes Sinapius und wählte Olympia als Gesellschafterin. Aufgrund der kulturellen Freiheiten in Renatas Hofhaltung hatte Olympia Zugang zu klassischen Werken in Latein und Griechisch, die sie wissbegierig studierte. Die in allen Freien Künsten bewanderte junge Frau interpretierte Homer und Cicero, hielt Vorlesungen und verfasste Gedichte.

## Heirat, Umzug nach Deutschland und Vertreibung aus Schweinfurt
1548 verließ Olympia den Hof, um ihren erkrankten Vater zu pflegen, der im darauffolgenden Jahr starb. Die Verlusterfahrung führte zu einer Hinwendung zum und Vertiefung des evangelischen Glaubens. Der Humanist und evangelische Theologe Celio Secondo Curione, den sie 1539 in Venedig kennengelernt hatte, wurde zeitweise ihr väterlicher Freund und Förderer. Anfang des Jahres 1550 heiratete sie den aus Schweinfurt stammenden Arzt Andreas Grundler, der zum Kreis der Humanisten am Hofe von Ferrara gehörte. Nur noch wenige Monate lebten sie in ihrer Geburtsstadt Ferrara, da die Repression durch den katholischen Herzog und die Tätigkeit der Inquisition gegen die Evangelischen zugenommen hatte. So zogen sie 1550 über den Brennerpass, Kaufbeuren, Augsburg und Würzburg in die fränkische Kleinstadt Schweinfurt, wo Grundler den Posten eines Stadtarztes erhielt. Olympia unterrichtete in ihrem Haus ihren jüngeren Bruder Emilio und Theodora Sinapis, die Tochter ihres ehemaligen Lehrers Johannes Sinapis, der auch in der Stadt wohnte.
1553 wählte der evangelische Markgraf Albrecht II. Alcibiades von Brandenburg Schweinfurt als Feldlager, woraufhin es von den bischöflichen Truppen im Zweiten Markgrafenkrieg belagert, 1554 eingenommen und in Schutt und Asche gelegt wurde („Zweites Stadtverderben“). Olympia und ihr Mann konnten nur ihr nacktes Leben retten, mit ihrem Hab und Gut verlor sie auch ihre persönlichen Schriften. „Als aber dieselbe Stadt außgebrannt / und ihre Bücher unnd viel guter Schrifften / so sie gemacht / durchs Fewer unnd Blünderung umbkommen […]“ Sie flohen mit Olympias Bruder und wurden schließlich von den Grafen von Erbach im Odenwald aufgenommen. Dort erhielt Grundler einen Ruf auf einen medizinischen Lehrstuhl an der Universität Heidelberg, während Olympia wahrscheinlich privaten Latein- und Griechischunterricht erteilen konnte.

## Lehrtätigkeit in Heidelberg
Welche Form Moratas Lehrtätigkeit in Heidelberg hatte, ist in der Forschung umstritten. Zu den frühen und viel zitierten Informationsquellen zu dieser Frage gehört der Eintrag über Olympia Fulvia Morata in dem Lexikon Die Lobwürdige Gesellschaft Der Gelehrten Weiber (1631) von Johann Frauenlob:

„[Morata] hat auch allbereit im 16. Jahr ihres Alters / zu Ferrara öffentlich die Paradoxa Ciceronis profitiert und gelesen / hernachmals Commentaria in Homerum […] doselbst [an der Heidelberger Universität] hat sie Philosophien in Griechischer und Lateinischer Sprach privatim mit großem Lob und Verwunderung gelesen.“

Mit diesen Angaben deckt sich der Bericht von Hubert Thomas, dem Sekretär des pfälzischen Kurfürsten Friedrich II. Thomas schreibt nämlich in seinen Annales de vita et rebus gestis illustrissimi principis Friderici II Electoris Palatini, die noch zu Moratas Lebzeiten entstanden, der Kurfürst habe Morata persönlich nach Heidelberg eingeladen, „damit sie die griechische Sprache unterrichte“ („ut Graecas literas doceat“). Da die Professur für Gräzistik an der Heidelberger Universität zu diesem Zeitpunkt noch gegen große Widerstände zu kämpfen hatte, war zusätzlicher privater Griechischunterricht in der Stadt damals dringend gefragt und nötig. Dazu passt einerseits auch Frauenlobs explizite Angabe, Morata habe in Heidelberg „privatim“ gelehrt, andererseits der überlieferte Brief eines sonst unbekannten Hieronymus Angenosius, in dem er sich bei Morata für die lehrreichen täglichen „Gespräche“ („colloquia“) bedankt, in denen er sein Griechisch stark verbessert habe.
Spätere frühneuzeitliche Kurzbiographien über Morata geben demgegenüber an, dass Morata einen „öffentlichen Lehrstuhl“ an der Universität Heidelberg erhalten habe und dort „ihre Lectiones gelesen“, also reguläre Vorlesungen gehalten habe. Diese Information soll sich der Theologin Elisabeth Gössmann zufolge zunächst in Christian Junckers Werk Centuria Foeminarum (1692) gefunden haben, von wo sie Christian Franz Paullini in das Werk „Das hoch- und wohl-gelahrte Teutsche Frauen-Zimmer“ übernahm. Bei Juncker heißt es, dass Morata „am griechischen Lehrstuhl der Universität Heidelberg öffentliche Vorlesungen hielt“ („publicas in Cathedrâ graecâ Acad. Heydelb. lectiones habuit“); Paullini schreibt (unter expliziter Berufung auf Juncker), dass sie „zu Heydelberg auff öffentlichem Lehr-Stuhl ihre Lectiones gelesen“ habe. In der neueren Forschung seien diese Informationen der „alten Quellen“ Gössmann zufolge „unerwähnt[..] oder abgestritten[..]“ geblieben. Johann Heinrich Hottinger der Ältere, dessen Würdigung Olympia Fulvia Moratas (erschienen in seiner Historia ecclesiastica) 1655 an Moratas Wirkungsort Heidelberg entstand und Gössmann zufolge damit möglicherweise zuverlässiger ist als manche anderen Berichte, erwähnt zwar eine allgemeine Zugehörigkeit zur Universität Heidelberg („in hac ipsa inclyta Academia“), vermerkt aber ebenfalls ausdrücklich, dass Morata ihren Unterricht „privatim“ gehalten habe.

## Tod und Beisetzung
Ihren Privatunterricht in Heidelberg konnte Olympia Fulvia Morata nicht lange fortsetzen, denn 1555, nur ein Jahr später, starb sie, ungefähr 29 Jahre alt, an Tuberkulose, die sie sich wahrscheinlich durch die Entbehrungen bei der Stadtbelagerung und auf der Flucht aus Schweinfurt zugezogen hatte.
Olympia Fulvia Morata wurde auf dem Friedhof der Heidelberger Peterskirche bestattet. Nur wenige Wochen nach ihrem Tod starben auch ihr Mann Andreas Grundler und ihr Bruder Emilio Morata (1542–1555), vermutlich an der Pest, und wurden neben ihr beigesetzt. Ein gewisser Gulielmus Rascalonus (Wilhelm Rascalon), über den sonst kaum etwas bekannt ist, ließ für beide Ehepartner jeweils einen Grabstein mit einer von ihm verfassten Inschrift aufstellen. Eine zweite Grabinschrift für Olympia verfasste der Humanist Johann Basilius Herold; bei diesem Text ist jedoch nicht bekannt, ob er tatsächlich auf einem weiteren Grabdenkmal eingemeißelt wurde oder ob es sich lediglich um ein Gedenkgedicht handelt. Der Text ist lediglich in späteren Manuskripten überliefert. Dies gilt auch für den Text auf dem Grabstein von Olympias Ehemann Andreas Grundler, der spätestens 1620 bereits zerstört war. Moratas eigene Grabplatte mit der von Rascalonus verfassten Inschrift ist dagegen erhalten. Sie befindet sich heute an der Westwand der Universitätskapelle des südlichen Seitenschiffs der Peterskirche.

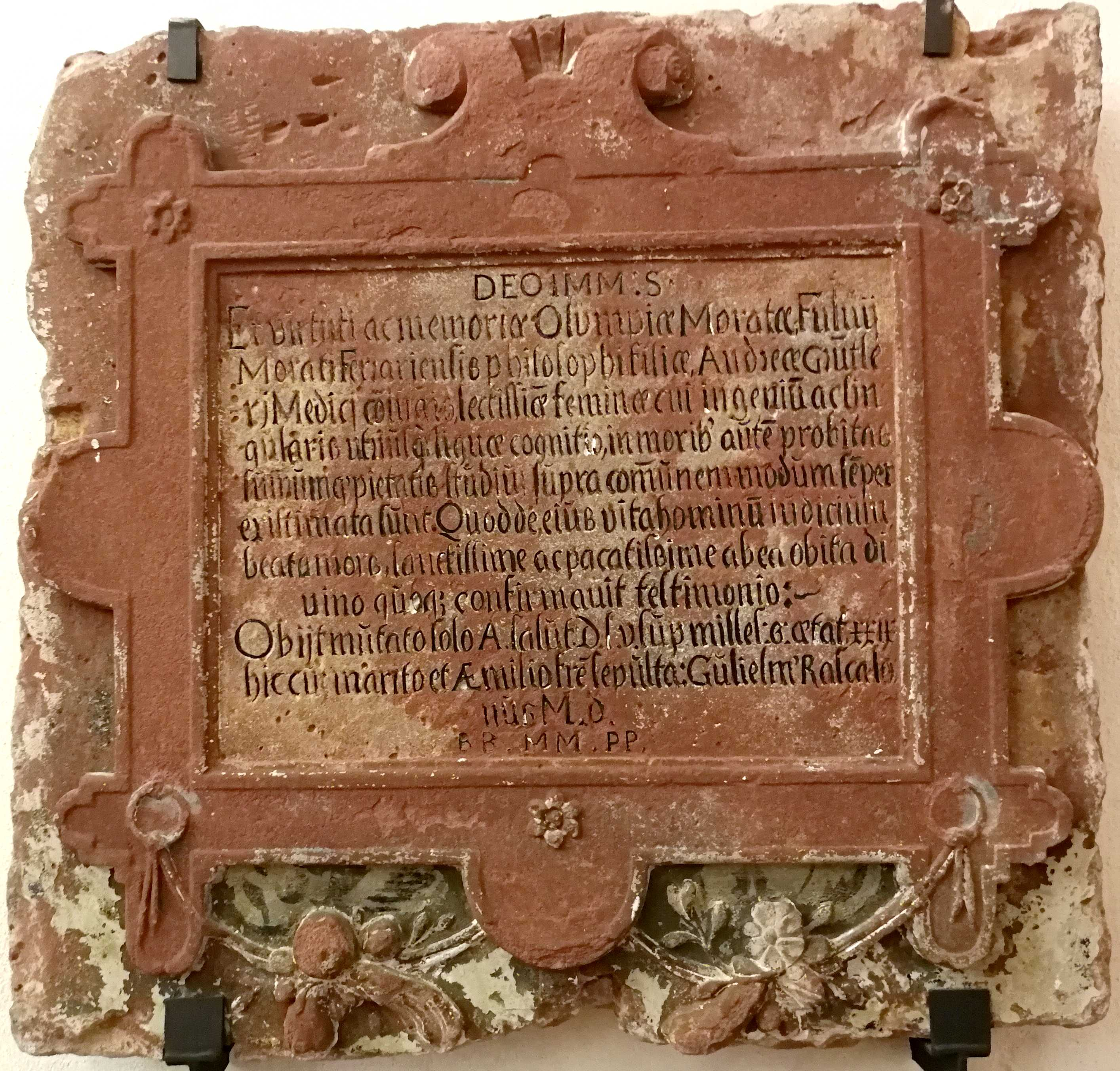
Grabstein, heute in der Universitätskapelle der Peterskirche Heidelberg

## Nachleben
1558 erschienen Moratas (erhaltene) Gedichte, Übersetzungen, mehr als 50 Briefe, Nachrufe anderer Gelehrter und Anderes, herausgegeben von Celio Secondo Curione und gedruckt bei Peter Perna in Basel. Einiges hatte sie nach den Kriegsverlusten wieder aus dem Gedächtnis niedergeschrieben und an Curione geschickt, Curione schrieb aber auch nach ihrem Tod ihren Mann und ihre Korrespondenzpartner an und sammelte so weiteres Material. Das Buch war erfolgreich, erweiterte Neuauflagen erschienen 1562 und 1570, letztere wurde 1580 noch einmal nachgedruckt. Olympia Fulvia Morata stand als eine von wenigen Frauen seit 1583 wegen ihrer Dialoge, Briefe und Gedichte („dialogi, epistolae, & carmina“) auf dem Index librorum prohibitorum.
Auch in den folgenden Jahrhunderten geriet Morata nicht gänzlich in Vergessenheit. Ein Lexikon von 1631 des Johann Frauenlob (Pseudonym) widmet ihr einen eigenständigen Artikel. Auch in vielen anderen historischen Schriften des 16.–18. Jahrhunderts über weibliche Gelehrsamkeit ist Olympia Fulvia Morata mit einem Artikel vertreten. So widmete Georg Christian Lehms ihr einen längeren Artikel in: Teutschlands Galante Poetinnen (1715), im Anhang Ausländischer Dames, S. 172.
Seit dem 19. Jahrhundert ist Olympia Morata wegen ihres facettenreichen, aufregenden und romantischen Lebenslaufs ein beliebtes Sujet historischer Romane. Die Bearbeitungen zeigen unterschiedliche und zeitgebundene Perspektiven auf ihre Biographie. Frauen interessieren sich für ihren Bildungsgang, ihre Religiosität und ihre Doppelrolle als Gelehrte und Hausfrau (Smyth, Wildermuth). Ein Roman von Hermann Walser steht für die Exemplifizierung der Wirren der Reformationsgeschichte im Stile Conrad Ferdinand Meyers. Kirchennahe Verlage bieten leicht lesbare Versionen mit Dialogen im heutigen Sprachduktus. Identisch: Claudia Ulbrich (2019) zufolge wurde Olympia Fulvia Morata in späteren Darstellungen häufig auf die Aspekte ihres Lebens reduziert, die dem Idealbild der protestantischen Frau entsprechen, um sie als Leitbild dafür heranzuziehen. Unter anderem wurden ihre Tugendhaftigkeit und ihr standhafter Glaube betont. Ihre Lehrtätigkeit sowie ihr Engagement für die Reformation wurden dabei vernachlässigt oder komplett ausgelassen.
Ab dem 20. Jahrhundert wandte sich die Geistes- und Literaturgeschichte Moratas Werk zu. So bemängelt D. Pirovano bemängelt in einem Forschungsbeitrag 1997 den geringen künstlerischen Wert ihrer Texte. Angesichts der Begeisterung der Zeitgenossen will er aber auch nicht so weit gehen, sie wie G. Pepe 1932 abzufertigen: „Ma come modesto ne è il valore! ... La forma falsa, impersonale del latino umanistico, specie nella veste ciceroniana, dà a tutti i concetti una stessa tonalità di espressione, distruggendo gradazioni, sfumature, impoverendo imagini es schiacciando sotto l'abbondanza lessicale e l'ornato sintattico l'immediatezza del pensiero.... il latino di Olimpia... ha sempre la stessa frigidità, la stessa indifferenza. Olimpia cade, e spesso, in inesattezze e il latino suo non è sempre ornato, ma è sempre impersonale.“  Die Beurteilung des humanistischen Neulateins als solchen ist zeitgebunden und entspricht nicht der heutigen Umgangsweise mit dem Corpus. Im Falle Moratas sei die Sprache für unpoetische Züge wie etwa „frigide“, „indifferent“ und „unpersönlich“ verantwortlich.
Moratas Briefe werden 2002 von Stefan Osieja als Beispiel der „unzureichende Beweisführung“ für die Gnade Gottes bei ihrer gefahrvollen Flucht vor Verfolgung durch die Katholiken zitiert. (Ob Briefe als Literatur für so eine Untersuchung relevant sind, bleibt offen.) Das Gottvertrauen der Morata wird dabei als eine Art scheiterndes projektives oder magisches Denken gelesen. Dass sie ihren Glauben auch und gerade in Hinblick auf den unvermeidlich bevorstehenden Tod aufrechterhält, entzieht sich dieser Form der Überprüfung von Beweisen. Ihr von ihrem Mann bezeugtes geradezu heiteres Sterben hat die Nachwelt als Glaubenszeugnis beeindruckt: „an unostentious fervor of piety, which, while it disarmed death of its sting, imparted even to the grief of bereaved survivors somewhat of its own heavenly balm.“
Die Stadt Schweinfurt benannte das Olympia-Morata-Gymnasium nach ihr. Die Universität Heidelberg hat ein Förderprogramm für Naturwissenschaftlerinnen und Medizinerinnen nach Olympia Morata benannt.

## Ausgaben ihrer (erhaltenen) Werke
- Briefe. Aus dem Lateinischen, Italienischen und Griechischen übersetzt von Rainer Kößling und Gertrud Weiss-Stählin. Reclam, Leipzig 1991, ISBN 3-379-00529-0 (enthält neben den Briefen auch eine Auswahl aus anderen Texten Moratas sowie drei kurze zeitgenössische Mitteilungen über Morata)
- The complete writings of an Italian heretic. Herausgegeben und übersetzt von Holt N. Parker. The University of Chicago Press, Chicago o. J. [ca. 2003], ISBN 0-226-53668-8.
- Celio Secondo Curione: Olympiae Fulviae Moratae mulieris omnium eruditissimae Latina et Graeca, quae haberi potuerunt, monumenta, eaque plane divina, cum eruditorum de ipsa iudicijs et laudibus, Basel 1558 (Digitalisat).

## Nachweise
1. ↑  Margaret L. King
2. ↑  Grazia Franceschini: La corte di Renata di Francia (1528-1560). In: Storia di Ferrara. Band VI, 2000, S. 198–201 (italienisch).
3. ↑  Siehe Johannes Frauenlob: Die Lobwürdige Gesellschaft der Gelehrten Weiber. 1631, S. 26 (Digitalisat in: austrian literature online – alo) und Vorwort zur digitalen Ausgabe ihrer (erhaltenen) Werke.
4. ↑  Sonja Domröse: Frauen der Reformationszeit, Gelehrt, mutig und glaubensfest. Vandenhoeck & Ruprecht, Göttingen 2010, ISBN 978-3-525-55012-0, S. 115–132.
5. ↑  Johann Frauenlob: Die Lobwürdige Gesellschafft der Gelehrten Weiber. S. 26 (Digitalisat in: austrian literature online – alo), Artikel Olympia Fulvia Morata.
6. ↑  Niklas Holzberg: Olympia Morata und die Anfänge des Griechischen an der Universität Heidelberg. In: Heidelberger Jahrbücher. Band 31, 1987, S. 77–93.
7. ↑  Elisabeth Gössmann: Christian Franz Paullini. Zeit=kürtzende Erbauliche Lust. 1695. Philosophischer Feyerabend. 1700. Das Hoch= und Wohl=gelahrte Teutsche Frauen=Zimmer. 1705 (1712). In: Dieselbe (Hrsg.): Eva Gottes Meisterwerk (= Archiv für philosophie- und theologiegeschichtliche Frauenforschung. Band 2). 2. Auflage, Iudicium, München 2000, ISBN 3-89129-002-0, S. 247–420, hier S. 267 Anmerkung 41.
8. ↑  Christian Juncker: Schediasma historicum, De ephemeridius sive Diariis eruditorum [...]. In appendice exhibetur Centuria foeminarum eruditione et scriptis illustrum. Joh. Fried. Gleditsch, Leipzig 1692, S. 104 des Anhangs (Digitalisat).
9. ↑  Christian Franz Paullini: Das Hoch- und Wohlgelahrte Deutsche Frauen-Zimmer. Nochmahls mit mercklichen Zusatz vorgestellet. Johann Christoph Stößeln, Erfurt 1705, S. 99.
10. ↑  Elisabeth Gössmann: Johann. Frawenlob. Die Lobwürdige Gesellschafft Der Gelehrten Weiber. 1631/1633. In: Dieselbe (Hrsg.): Eva Gottes Meisterwerk (= Archiv für philosophie- und theologiegeschichtliche Frauenforschung. Band 2). 2. Auflage, Iudicium, München 2000, ISBN 3-89129-002-0, S. 115–159, hier S. 117 Anmerkung 8 (wobei sie fälschlich auch Frauenlobs Angabe als einen Beleg für einen Lehrstuhl in Heidelberg interpretiert).
11. ↑  Elisabeth Gössmann: Joh. Henricus Hottinger. Historiae Ecclesiasticae Novi Testamenti Seculum XVI. Serenissimae celsissimaeque Principi Elisabethae Palatinae. 1655. In: Dieselbe (Hrsg.): Eva Gottes Meisterwerk (= Archiv für philosophie- und theologiegeschichtliche Frauenforschung. Band 2). 2. Auflage, Iudicium, München 2000, ISBN 3-89129-002-0, S. 160–164, hier S. 163.
12. ↑  Johann Heinrich Hottinger: Historiae Ecclesiasticae Novi Testamenti Seculum XVI seu Pars Quinta. Joh. Henricus Hamberger, Zürich 1655, Blatt 5 recto der Widmung (Digitalisat).
13. ↑  Niklas Holzberg: Olympia Morata und die Anfänge des Griechischen an der Universität Heidelberg. In: Heidelberger Jahrbücher. Band 31, 1987, S. 77–93, hier S. 91.
14. ↑  Renate Neumüllers-Klauser: Die Inschriften der Stadt und des Landkreises Heidelberg (= Die Deutschen Inschriften. Band 12). Alfred Druckenmüller, Stuttgart 1970, DOI:10.11588/diglit.52965, S. 150–152, Nummern 276–278.
15. ↑  Peterskirche: Grabplatte Olympia Morata. Website „Stadtspaziergang“ des Sonderforschungsbereichs „Materiale Textkulturen“, abgerufen am 21. Mai 2024.
16. ↑  Olympia Fulvia Morata: Olympiae Fulviae Moratae mulieris omnium eruditissimae Latina et Graeca, quae haberi potuerunt, monumenta... In: e-rara. Celio Secondo Curione, abgerufen am 4. Februar 2023 (Latein).
17. ↑  Olympia Fulvia Morata: Olympiae Fulviae Moratae foeminae doctissimae etc. In: e-rara. Celio Secondo Curione, 18. Februar 2022, abgerufen am 4. Februar 2023 (Latein).
18. ↑  Olympia Fulvia Morata: foemina docitissimae ... opera omnia cum eruditorum testimoniis. In: e-rara. Universitätsbibliothek Basel, 18. April 2012, abgerufen am 4. Februar 2023 (Latein).
19. ↑  Johann. Frauenlob: Die Lobwürdige Gesellschafft Der Gelehrten Weiber. 1631, S. 26 (Digitalisat in: austrian literature online – alo). In: E. Gössmann: Eva Gottes Meisterwerk, S. 114–159.
20. ↑  Elisabeth Gössmann (Hrsg.): Eva Gottes Meisterwerk. 2. Auflage 2000 (Schriften von 14 AuthorInnen, mit Einleitung und Kommentar versehen).
21. ↑  Virginia Mulazzi: Olympia Morato. Scene della Riforma. Racconto Storico de Siglo VI. Lodovico Mortolotti, Mailand 1875.
22. ↑  Theodor Vogel: Olympia Morata, Eine Schicksal. Erzählung. Giegler, Schweinfurt 1927.
23. ↑  Anonym (Amelia Gillespie Smyth oder Caroline Bowles): Olympia Morata. Her Times, Life and Writings. 2. Auflage. Smith, Elder and Co., London 1836.
24. ↑  Ottlie Wildermuth: Olympia Morata, ein christliches Lebensbild. C.P. Scheitlins Verlagshandlung, Stuttgart 1854.
25. ↑  Hermann Walser: Olympia Morato. Steinkopf, Stuttgart 1933.
26. ↑  Ulrike Halbe-Bauer: Olympia Morata. Das Mädchen aus Ferrara. Brunnen, Gießen und Basel 2004, ISBN 3-7655-1862-X.
27. ↑  Ulrike Halbe-Bauer: In Heidelberg lockt die Freiheit. Wellhöfer Verlag, Mannheim 2012.
28. ↑  Simonetta Carr: Weight of a Flame. The Passion of Olympia Morata. prpbooks, Phillipsburg NJ, USA 2011.
29. ↑  Claudia Ulbrich: Geschlechterrollen. In: Enzyklopädie der Neuzeit Online. 9. Oktober 2019 (brillonline.com [abgerufen am 28. April 2020]).
30. ↑  Donato Pirovano: Le edizioni cinquecentine di Olimpia Fulvia Morata. In: Fabio Danelon et al. (Hrsg.): Le varie fila. Studie di letteratura italiana in onore di Emilio Bigi. Band 96-111. Principato, Mailand 1997, S. 108.
31. ↑  G. Pepe: Olimpia Morata. In: La Nuova Italia. Band III, Nr. 9, 1932, S. 342–348.
32. ↑  Das literarische Bild des verfolgten Glaubensgenossen bei den protestantischen Schriftstellern der Romania zur Zeit der Reformation. Europäische Hochschulschriften. Peter Lang, Europäischer Verlag der Wissenschaften, Frankfurt a. M. usw. 2002, ISBN 3-631-39499-3, S. 300.
33. ↑  Anonym (Amelia Gilles Smyth oder Caroline Bowles): Olympia Morata: her times, life an writings. 2. Auflage. Smith, Elder & Co., London 1836, S. XI.
34. ↑  Olympia Morata-Programm. In: Einrichtungen. Universität Heidelberg, abgerufen am 4. Februar 2023.

| Personendaten    | Personendaten                                     |
| ---------------- | ------------------------------------------------- |
| NAME             | Morata, Olympia Fulvia                            |
| KURZBESCHREIBUNG | italienische Dichterin und humanistische Gelehrte |
| GEBURTSDATUM     | 1526                                              |
| GEBURTSORT       | Ferrara                                           |
| STERBEDATUM      | 26. Oktober 1555                                  |
| STERBEORT        | Heidelberg                                        |